# Jeneko Place
Jeneko Place (né le 27 janvier 1994) est un sprinteur originaire des îles des Bermudes.
Il termine cinquième du 200 mètres hommes lors des Jeux olympiques de la jeunesse d'été de 2010. Il remporte deux médailles d'argent aux Jeux de la Caribbean Free Trade Association en 2010 et une médaille de bronze ainsi qu'une d'argent aux Championnats CAC juniors de 2010.